# Bestovje
Bestovje är en ort i Kroatien.   Den ligger i länet Zagrebs län, i den centrala delen av landet, 12 km väster om huvudstaden Zagreb. Bestovje ligger 125 meter över havet och antalet invånare är 2 272.
Terrängen runt Bestovje är platt åt sydost, men åt nordväst är den kuperad. Runt Bestovje är det ganska tätbefolkat, med 60 invånare per kvadratkilometer. Närmaste större samhälle är Zagreb - Centar, 12,5 km öster om Bestovje. Omgivningarna runt Bestovje är en mosaik av jordbruksmark och naturlig växtlighet.